# شهرستان لنکستر (پنسیلوانیا)
شهرستان لنکستر (پنسیلوانیا) (به انگلیسی: Lancaster County, Pennsylvania) یک سکونتگاه مسکونی در ایالات متحده آمریکا است که در پنسیلوانیا واقع شده‌است.

## خصوصیات
شهرستان لانکستر ۲٬۵۴۸٫۵۶ کیلومترمربع مساحت دارد.